# Марелье, Карл Йохан
Карл Йохан Марелье (фр. Carl Johan Masreliez; 15 апреля 1939, Стокгольм) — американский физик-теоретик, инженер и изобретатель, гражданин США, проживает около Сиэтла.
На протяжении 1970—1980 годов он внёс важный вклад в развитие электронных фильтров с различными целями применения. Около 2000 года он начал активно проявлять интерес к теории космологии и публиковаться в этой области.

## История
В 1964 окончил факультет инженерной физике в Королевском техническом институте в Стокгольме. В 1967 уехал в США, подписав в Сиэтле контракт с компанией Boeing. Во время работы в Boeing он обучался в аспирантуре отдела электротехнического машиностроения в Вашингтонском университете. В 1972 году получил ученую степень, специализируясь в алгоритмах статистической оценки.
Во время своей академичной деятельности, посвященной изучению алгоритмов статистического анализа, он опубликовал несколько часто цитируемых статей в уважаемых научных журналах по теме фильтров Кальмана, где самым известным был назван Теорема Марелье, а также по другим аспектам другому математического моделирования. После некоторых лет научной работы, направленной на исследование и разработку морских систем Honeywell он основал в 1978 собственную компанию, работающую в области разработки электронных приспособлений.
В середине 1990-х он посвящает себя космологии и разрабатывает теорию масштабно расширяющегося космоса (SEC) (англ. Scale Expanding Cosmos theory). С тех пор его компания не поддерживает связей с академическими учреждениями. 

## Избранные труды
- R.D. Martin и C.J. Masreliez, Robust estimation via stochastic approximation. IEEE Trans. Inform. Theory, 21(263—271), (1975).
- Masreliez, C.J., The Expanding Spacetime Theory. Expanding Spacetime Foundation (2000). ISBN 0-9665844-1-4
- Masreliez C.J., The Scale Expanding Cosmos Theory (1999), Astrophysics & Space Science, 266, 399—447
- Kolesnik, Y. и Masreliez, C.J.: On secular trends of ephemeris (2004), Astronomical Journal 128(2), 878. (abstract) (недоступная ссылка)
- Masreliez C. J., Scale Expanding Cosmos Theory I — An Introduction, Apeiron April (2004),

II- Cosmic Drag, Apeiron Oct. (2004),
III — Gravitation, Apeiron Oct. (2004),
IV — A possible link between General Relativity and Quantum Mechanics, Apeiron Jan. (2005)
- Masreliez C. J.,  A Cosmological Explanation to the Pioneer Anomaly. (2005) Ap&SS, v. 299, no. 1, pp. 83–108
- Masreliez C. J., On the origin of inertial force, Apeiron Jan. (2006)
- Masreliez, C.J., Does Cosmological Scale Expansion Explain the Universe? (2006), Nexus Magazine — Volume 13, Number 4, Juni — Juli 2006
- Masreliez, C.J., Does Cosmological Scale Expansion Explain the Universe? Physics Essays (2006)
- Masreliez C. J., Motion, Inertia and Special Relativity — a Novel Perspective, Physica Scripta, 75, 119—125, (2007)
- Masreliez C. J., Special Relativity and Inertia in Curved Spacetime, Adv. Studies Theor. Phys., Vol. 2, no. 17, 795—815,(2008)
- Masreliez C. J., Inertial Field Energy, Adv. Studies Theor. Phys., Vol. 3, no. 3, 131—140, (2009)
- Masreliez C. J., Inertia and a fifth dimension-Special Relativity from a new perspective, Ap&SS, V. 326, Number 2, 281—291, (2010)

Переведено на русский:
- Марелье К.-Й. Течение времени. Новые физические идеи. Предисловие И. Н. Таганова — Санкт-Петербург: Политехника-Сервис. 2015 192 стр., 17 ил. ISBN 978-5-906782-48-9